# Anthicus flavicans
Anthicus flavicans är en skalbaggsart som beskrevs av Leconte 1852. Anthicus flavicans ingår i släktet Anthicus och familjen kvickbaggar. Inga underarter finns listade i Catalogue of Life.